# 芦屋雁之助
芦屋 雁之助（あしや がんのすけ、1931年5月29日 - 2004年4月7日）は、日本の俳優、歌手。本名、西部 清（にしべ きよし）。愛称は、雁ちゃん。京都府京都市出身。京都市立朱雀中学校卒業。

## 来歴・人物
実家の家業は京都で友禅染の染物屋を営んでいたが、芸事、道楽事が好きであった父は戦後、「若松家」の亭号を名乗り、芸人として活動し始めるばかりか、一座を組んで巡業の日々となる。清は父について芸をこなしながら、一時、漫才師・五條家弁慶の弟子となり、前座として中国の服を着て手品をしたり師匠と漫才や芝居の舞台に立った。その後、18歳の時に弟・秀郎と当時人気の漫才師、芦の家雁玉・林田十郎に弟子入りし、「雁之助（清）・小雁（秀郎）」の名をもらうが、弟子入りしてまもなく亭号「芦の家」を勝手に「芦屋」に変えたため破門される（後に活躍が認められ破門を解かれる）。その後京都の京都新京極の富貴、大阪の戎橋松竹中心に活躍、「若手漫才の有望株」といわれ将来を嘱望されるが、3、4年間コンビで活動したところで、演劇評論家の武智鉄二の勧めで突然漫才をやめ、1954年、開場した「OSミュージックホール」に入り、座付作者の花登筐のコントを演じるようになる。以来、花登にすすめられ、兄弟で喜劇役者に転身する。
1959年、花登が東宝から独立して結成した『劇団・笑いの王国』に大村崑らと参加。劇団の主軸を支える。同年3月にスタートした毎日放送の公開コメディー番組『番頭はんと丁稚どん』で、薬屋の番頭を演じ、「強面で下の者には厳しい半面、裏に回ると『女性（今で言うところの「大阪のおばちゃん」、ただし当時はこの言い方はなかった）口調』を使い、女性的な仕草を見せるキャラクター」で人気を集める。主なギャグに「いやいやっ、もの凄いこと言わはる」、「いやっ!えらいとこ見つかってしもうた」、「わてが雁之助だんねん」などがある。
1960年3月1日、大村、小雁とともに、当時としては極めて珍しい3組合同による『テレビ結婚式』を挙げている。最初の結婚相手は元・OSミュージックのダンサー・夏丘梨枝だったが、その後離別している。
1963年、劇団内では「人気の崑、実力の雁之助」という図式の下、2枚看板が成立していたが、雁之助は主演舞台を評価されながらも2番手に甘んじている事など自身の処遇に対する不満などから、主宰者の花登、座長の大村から距離を置くようになり、弟の芦屋小雁、芦屋雁平や花登に不満を抱く一部座員もこれに追従し始める。こうした事がやがて劇団内の軋轢となり、雁之助は舞台にスッピンのままで出るなど傍目にも花登への猜疑心を露わにするようになっていく。加えて「元・宝塚娘役」、「主宰者の妻」というプライドから看板女優の座に居座る由美あづさの横暴、孤立化する座長・大村など、座員間の不協和音が次第に表面化していく。1964年、花登は劇団解散を決め、西部兄弟らは花登の下を離れる。
1964年、小雁らとともに劇団「喜劇座」を旗揚げ。座付き作家であった藤本義一から、風貌が画家の山下清に似ている事を指摘され、それをヒントに藤本が舞台劇『裸の大将放浪記』を書き上げ、初演。評判となる。
1969年、劇団解散。その後は活動拠点を東京に移し、喜劇だけでなく、本格的な演技派俳優として、活動の幅を広げる。
1976年、人気時代劇「必殺シリーズ」の『必殺からくり人』で山田五十鈴と共演。1977年には同じく関西喜劇出身で、必殺シリーズレギュラーだった藤田まことが旗揚げした「新演技座」に発起人として名を連ね、一時在籍している。
1979年、森光子と共演した舞台『おもろい女』で芸術祭大賞を受賞、代表作の1つとなり舞台での活動も精力的に行った。その一方で関西での喜劇舞台も継続、兄弟共演やミヤコ蝶々、かしまし娘らと共演している。
1980年『裸の大将放浪記』（関西テレビ・フジテレビ系『花王名人劇場』→『花王ファミリースペシャル』）で、かつて評判だった山下清役をテレビで再び演じることとなり、これ以降の当たり役となった。
1984年2月1日に発売した、演歌歌手としてのシングル『娘よ』が150万枚を超える（オリコンでは約80万枚）大ヒットとなり、同年末の『第35回NHK紅白歌合戦』に初出場を果たす。大阪制作・全国ネットのドラマにも多く出演した。この年『佐渡島他吉の生涯』と『裸の大将放浪記』で第10回　菊田一夫演劇賞を受賞。
1994年頃から持病の糖尿病が悪化、静養しながらテレビや舞台出演を継続した。
2004年4月7日午後2時、鬱血性心不全のため京都市上京区の京都第二赤十字病院で死去。72歳没。後に「芦屋雁之助さんを偲ぶ会」が5月29日に東京、6月2日に地元の京都で行われ、東京会場では森繁久彌、森光子を始め200人が足を運んだ。

## 家族
妻は梅田コマ劇場のダンサー出身の大島久里子（西部久里子）で雁之助の20歳近く年下だった。三男に俳優の芦屋雁三郎（旧名：塩の屋きくお）、娘に元女優で音楽ユニット「indigo blue」のボーカル“Rina”として活動している西部里菜。実弟は芦屋小雁（俳優）、芦屋雁平（俳優、吉本新喜劇入団当初は芸名を初代芦屋凡凡と名乗った）。弟子に船場太郎、今宮エビス、芦屋凡凡｛2代目｝らがいる。

## エピソード
- 裸の大将・山下清との出会いは藤本義一が脚本を担当した1964年の舞台公演が始めであり、その後数回、本人とも対面している。
- 本名が山下と同じ清である。
- 弟と共に大食漢で知られ多い時で1日5回の食事を摂っていた。それが原因で持病の糖尿病を患ったといわれているが、「山下清の役作りのために体重を落とすわけにもいかなかった」と本人は晩年に語っている。
- 毎日欠かさず飲むほどのコーヒー好きで、葬儀の際には参列者が焼香の代わりに小さな缶に入ったコーヒー豆をコーヒー樽に移し替える、といった趣向がとられた。
- 1967年京都南座で裸の大将初演時、山下清が激励し「客席にもボク、舞台にもボク」と喜んでいたという[7]。

## 出演作品

### テレビドラマ
- やりくりアパート（1958 - 60年、大阪テレビ放送→朝日放送）
- 頓馬天狗（1959 - 60年、よみうりテレビ） - 土方大三
- 銭形平次 （フジテレビ）
  - 第4話「千里の虎」（1966年） - 竹の市
  - 第112話「腹切り侍」（1968年） - 村垣孝之助
  - 第226話「間違われた男」（1970年） - 音松
  - 第284話「白い粉」（1971年） - 弥六
  - 第420話「浪花男の江戸の夢」（1974年） - 仁兵衛
  - 第810話「なにわの彦六捕物帳」（1982年） - 天満の彦六
- 大河ドラマ / 竜馬がゆく（1968年、NHK総合） - 猿の文吉
- 素浪人 月影兵庫 第2シリーズ 第74話「お山の大将が二人いた」（1968年、NETテレビ） - 雁次
- 水戸黄門（TBS / C.A.L）
  - 第1部 第2話「人生に涙あり・江戸」（1969年8月11日） - 玄庵
  - 第3部 第16話「あほんだら兄ちゃん・河内」（1972年3月13日） - 丁の目の半次
  - 第8部 第6話「自慢高慢馬鹿のうち・駿府」（1977年8月22日） - 金六
  - 第11部 第15話「天狗の鼻にお灸・会津」（1980年11月24日） - 三右衛門
  - 第13部 第7話「うなぎ屋義侠の恩返し・浜松」（1982年11月29日） - 為吉
  - 第14部 第12話「偽黄門の悪退治・大館」（1984年1月16日） - 松五郎
  - 第15部 第13話「娘が救った酔いどれ大工・山口」（1985年4月22日） - 寅造
  - 第16部 第37話「初春献上二人彫・日光」（1987年1月5日） - 卯之吉
  - 第17部 第4話「謎の紫頭巾・諏訪」（1987年9月21日） - 若狭清蔵
  - 第18部 第25話「無念晴らす献上絞・鳴海」（1989年3月6日） - 善八
  - 第20部- 左甚五郎
    - 第47話「嘘を承知の偽黄門・日光」（1991年9月30日）
    - 第48話「陰謀渦巻く薪能・江戸」（1991年10月7日）

  - 第21部 第21話「身ぐるみ剥がれた黄門様・伊丹」（1992年8月24日） - 和泉屋六左衛門
  - 第22部 第6話「嘘で悟った女房の真心・浜松」（1993年6月21日） - 惣助
  - 第23部 第10話「親子喧嘩の腕比べ・田鶴浜」（1994年10月10日） - 暈平
  - 第26部 第6話「瞼に見えたお母ちゃん・徳山」（1998年3月16日） - 自然和尚
- ザ・ガードマン 第346話「結婚ウハウハ団体列車」（1971年、TBS / 大映テレビ室）
- 新諸国物語 笛吹童子 第15話「がんばれ!わんぱく大奮戦」（1973年、TBS / 大映テレビ） - 陣笠
- 必殺シリーズ（朝日放送 / 松竹）
  - 助け人走る 第26話「凶運大見料」（1974年） - 慶雲堂
  - 必殺からくり人（1976年） - レギュラー・八尺の藤兵ヱ
  - 新・必殺からくり人・東海道五十三次殺し旅（1977 - 78年）レギュラー・ブラ平
  - 江戸プロフェッショナル・必殺商売人 第4話「お上が認めた商売人」（1978年） - 河内山宗俊
  - 必殺からくり人・富嶽百景殺し旅（1978年） - レギュラー・宇蔵
  - 必殺仕切人（1984年） - レギュラー・勘平
- 伝七捕物帳第18話「紫房に散った闇奉行」（1974年、日本テレビ）- 鍵屋佐平次、小雁・雁平と共演

- 座頭市物語 第24話「信濃路に春は近い」（1975年、フジテレビ） - 留五郎 親分
- 破れ傘刀舟悪人狩り第30話「ささやいた死美人」（1975年4月22日、NETテレビ）弟小雁、雁平と共演。
- 桃太郎侍
  - （日本テレビ / 東映）
    - 第34話「儚い恋の花いちもんめ」（1977年5月29日） - 雉の与之助 [8]
    - 第82話「泣くな妹兄貴はつらい」（1978年5月07日） - 爲吉

  - （テレビ朝日）第2話「危うし!八百万石　闇将軍の陰謀と四人の美女 桃太郎、江戸―名古屋―京で怒りの鬼退治!!」（1993年4月1日）- 西海屋徳兵衛
- お手々つないで（1977年 - 1998年、NBN・ANB・ABC・HTB・KHB・KSB・UHT・KBC） - 源徳
- 大岡越前 (TBS / C.A.L)
  - 第5部 第23話「裁けなかった恋の道」（1978年7月10日） - 大工長兵衛
  - 第7部 第22話「泥棒にされたお奉行様」（1983年9月19日） - 芦平
- 3年B組金八先生第1シリーズ (1979年〜1980年）第3話「君は裸のビーナス」－ 梶浦清一
- 裸の大将放浪記→裸の大将（1980年 - 1997年、関西テレビ / 東阪企画）－山下清
- 銀河テレビ小説（NHK総合）
  - 極楽日記（1980年） - 門太
- 連続テレビ小説（NHK総合)
  - 虹を織る（1980年 - 1981年） - 北川大吉
  - よーいドン（1982年 - 1983年）
  - あすか（1999年 - 2000年） - 藤吉巌治郎
- 木曜ゴールデンドラマ（よみうりテレビ）
  - 細雪（1980年）
  - 暴発（1983年）
- 森繁久彌のおやじは熟年 第16話「風呂番が社長さん」（1981年、テレビ朝日） - 松原吾郎
- 影の軍団II 第5話「お歯黒の秘図」（1981年、関西テレビ / 東映） - 西大路頼房
- 時代劇スペシャル 隠密くずれシリーズ（1981年 - 1983年、フジテレビ / 東映） - 夢の五介
- 落書きドクトル繁盛記（1983年 - 1984年、関西テレビ） - 島太郎
- 大奥 第10話「虹を掴んだ少女」第11話「上様はさんまがお好き」（1983年、関西テレビ）－亮賢
- 弐十手物語 第4話 「新米」（1984年、フジテレビ / 東映）
- 吉野物語（1988年 - 1989年、よみうりテレビ）
- 新・なにわの源蔵事件帳 (NHK総合)
- 長七郎江戸日記 第3シリーズ（1990年10月 - 1991年9月、日本テレビ・ユニオン映画） - レギュラー・浪速屋喜久蔵
- 鬼平犯科帳（フジテレビ）
  - 第3シリーズ 第12話「隠居金七百両」（1992年3月11日） - 堀切の次郎助
  - 第7シリーズ 第1話 「麻布ねずみ坂」（1996年8月21日） - 中村宗仙
- 迎春ドラマスペシャル「夫婦善哉」（1990年、フジテレビ）
- 土曜ワイド劇場「京都妖怪地図」（1993年、朝日放送 / 松竹）
- 痛快・三匹が斬る! 第1話「帰ってきた千石、刃傷松の廊下に踊る悪霊たち!?」（1995年4月6日、テレビ朝日）

### 映画
- サザエさんの脱線奥様（1959年、東宝）
- 悪名市場（1963年） - 一郎
- 悪名一番（1963年） - 一郎
- 昭和侠客伝（1963年） - 宮地
- 太平洋ひとりぼっち（1963年）
- 悪名太鼓　（一郎役　1964年）
- くノ一化粧（1964年、東映）
- いれずみ判官（1965年）  - 宅市
- 続・兵隊やくざ（1965年） - 江崎軍曹
- 城取り（1965年）  - 白粉屋長次郎
- 新・鞍馬天狗 五条坂の決闘 (1965年)
- 主水之介三番勝負（1965年）  - 雁念
- 幕末てなもんや大騒動（1967年） - 近藤勇
- 尼寺㊙物語（1968年） - 相模屋
- 温泉あんま芸者（1968年）  -黒島
- 妖艶毒婦伝 般若のお百 （1968年） - と金の渡次
- 徳川いれずみ師 責め地獄（1969年） - 鬼吉
- 温泉みみず芸者 (1971年)  - 黒島
- 女渡世人 (1971年)
- 舞妓はんだよ全員集合!!（1972年） - 吉良平造
- ザ・ドリフターズの極楽はどこだ!!（1974年） - 葬儀屋
- 裸の大将放浪記〜山下清物語〜（1981年） - 山下清
- 男はつらいよ 浪花の恋の寅次郎（1981年） - 喜介
- 泥の河 (1981年） - 荷車の男
- 野獣刑事（1982年） - 島村精治
- 必殺! THE HISSATSU（1984年） - 政
- はじめての手紙（1984年） - 昌治
- 流転の海（1990年） - 丸尾千代麿
- 男はつらいよ 寅次郎紅の花（1995年） - 神戸市長田区商店街会長 役（ノンクレジット）

### 舞台
- 裸の大将放浪記
- おもろい女

### 劇場アニメ
- じゃりン子チエ（1981年） - 博打屋の社長
- 平成狸合戦ぽんぽこ（1994年） - 隠神刑部

### バラエティ
- 番頭はんと丁稚どん（1959 - 61年、毎日放送 / 東宝テレビ部）
- てなもんや三度笠（1962 - 1968年、朝日放送）

天野八郎役等多数。弟の小雁や雁平とも共演。
- ザ・ドリフターズの特番（NETテレビ）
- オレたちひょうきん族 フジテレビ

### CM
- エスビー食品 特製ヱスビーカレー[9]
- 日清食品 日清のちゃんぽん
- ピップフジモト 漢方肩こり薬（1988年）※裸の大将の役柄そのままでの出演
- ハウス食品 好きやねん・うどん（1990年）
- 粟津温泉 喜多八 （1991年〜1998年）
- ACジャパン　骨髄バンク（1993年）
- ヤマサ醤油 昆布つゆ
- 江崎グリコ
  - ジャイアントコーン（1996年）
  - パナップ（1999年）

## 音楽
※　すべてテイチクレコードより発売。

### シングル
| 発売日         | 規格  | 規格品番   | 面 | タイトル                 | 作詞         | 作曲       | 編曲       |          |
| -------------- | ----- | ---------- | -- | ------------------------ | ------------ | ---------- | ---------- | -------- |
| 1960年         | EP    | NS-261     | A  | 三等兵物語               |              |            |            |          |
| 1960年         | EP    | NS-261     | B  | 泣いて笑ってぐっとくるぜ |              |            |            |          |
| 1969年1月      | EP    | A-13       | A  | しぶちん一代             | 尼子成夫     | 小倉博     | 小倉博     |          |
| 1969年1月      | EP    | A-13       | B  | 百回節                   | 尼子成夫     | 小泉しづか | 小泉しづか |          |
| 1984年2月1日   | EP    | RE-621     | A  | 娘よ                     | 鳥井実       | 松浦孝之   | 池多孝春   |          |
| 1984年2月1日   | EP    | RE-621     | B  | 家のかみさん             | 鳥井実       | 花笠薫     | 池多孝春   |          |
| 1984年9月21日  | EP    | RE-644     | A  | 夫婦芝居                 | 鳥井実       | 松浦孝之   | 池多孝春   |          |
| 1984年9月21日  | EP    | RE-644     | B  | 雨の法善寺               | 鳥井実       | 花笠薫     | 只野通泰   |          |
| 1984年12月16日 | EP    | RE-652     | A  | コップ酒                 | 高田ひろお   | 桜田誠一   | 伊藤雪彦   |          |
| 1984年12月16日 | EP    | RE-652     | B  | 息子へ                   | 鳥井実       | 花笠薫     | 池多孝春   |          |
| 1985年6月21日  | EP    | RE-672     | A  | 山河のむこうに故郷が     | 荒木とよひさ | 三木たかし | 只野通泰   |          |
| 1985年6月21日  | EP    | RE-672     | B  | 昭和ひとけた子守唄       | 吉田旺       | 岡千秋     | 只野通泰   |          |
| 1985年10月21日 | EP    | RE-687     | A  | ランプの宿               | 池田充男     | 弦哲也     | 斉藤恒夫   |          |
| 1985年10月21日 | EP    | RE-687     | B  | 作並絶唱                 | 伍路りょう   | 市川昭介   |            |          |
| 1985年10月21日 | EP    | RE-688     | A  | 海峡の宿                 | 吉田旺       | 市川昭介   | 斉藤恒夫   |          |
| 1985年10月21日 | EP    | RE-688     | B  | 湯の町みれん             | 太刀戸要     | 市川昭介   | 斉藤恒夫   |          |
| 1985年10月21日 | EP    | RE-689     | A  | 湯布院情話               | 石本美由起   | 岡千秋     | 只野通泰   |          |
| 1985年10月21日 | EP    | RE-689     | B  | 湯村慕情                 |              |            |            |          |
| 1986年7月21日  | EP    | RE-723     | A  | 大阪めおと川             | 吉田旺       | 岡千秋     | 斉藤恒夫   |          |
| 1986年7月21日  | EP    | RE-723     | B  | なれそめ                 | 吉田旺       | 岡千秋     | 斉藤恒夫   |          |
| 1987年7月21日  | EP    | RE-767     | A  | お父ちゃん               | 松井由利夫   | 弦哲也     | 斉藤恒夫   |          |
| 1987年7月21日  | EP    | RE-767     | B  | 銀めしの詩               | 松井由利夫   | 弦哲也     | 斉藤恒夫   |          |
| 1988年4月1日   | EP    | RE-822     | A  | 春よ                     | 荒木とよひさ | 弦哲也     |            |          |
| 1988年4月1日   | EP    | RE-822     | B  | 夕焼けの唄               | 高田ひろお   | 弦哲也     |            |          |
| 1988年11月21日 | 8cmCD | 10SH-75    | 1  | 晩酌                     | 石本美由起   | 松浦孝之   | 池多孝春   |          |
| 1988年11月21日 | 8cmCD | 10SH-75    | 2  | 夫婦宿                   |              |            |            |          |
| 1990年4月21日  | 8cmCD | 10SH-195   | 1  | 人生夫婦ふたりづれ       | 長谷川洋     | 水野昭太郎 | 馬場良     |          |
| 1990年4月21日  | 8cmCD | 10SH-195   | 2  | ふたり傘                 |              |            |            |          |
| 1991年05月21日 | 8cmCD | TEDA-10065 | 1  | 赤提灯                   |              |            |            |          |
| 1991年05月21日 | 8cmCD | TEDA-10065 | 2  | 大阪めおと川             | 吉田旺       | 岡千秋     | 馬場良     |          |
| 1992年4月22日  | 8cmCD | TEDA-10223 | 1  | 良縁                     | 石本美由起   | 松浦孝之   | 池多孝春   |          |
| 1992年4月22日  | 8cmCD | TEDA-10223 | 2  | 一姫二太郎               | 石本美由起   | 松浦孝之   | 池多孝春   |          |
| 1993年5月21日  | 8cmCD | TEDA-10283 | 1  | 晴れ姿                   |              |            |            |          |
| 1993年5月21日  | 8cmCD | TEDA-10283 | 2  | 門出唄                   |              |            |            |          |
| 1994年10月21日 | 8cmCD | TEDA-15262 | 1  | 娘よ                     | 鳥井実       | 松浦孝之   |            |          |
| 1994年10月21日 | 8cmCD | TEDA-15262 | 2  | コップ酒                 | 高田ひろお   | 櫻田誠一   |            |          |
| 1996年3月21日  | 8cmCD | TEDA-10358 | 1  | 夫婦人生航路             |              |            |            |          |
| 1996年3月21日  | 8cmCD | TEDA-10358 | 2  | 男の悲哀(かなしみ)       |              |            |            |          |
| 1997年5月21日  | 8cmCD | TESA-391   | 1  | 今夜は女房と             | 鳥井実       | 弦哲也     |            |          |
| 1997年5月21日  | 8cmCD | TESA-391   | 2  | おとこひとり酒           |              |            |            |          |
| 1998年2月21日  | 8cmCD | TEDA-10411 | 1  | お入り                   | 双葉あきら   | 池多孝春   |            |          |
| 1998年2月21日  | 8cmCD | TEDA-10411 | 2  | こんこん昆布つゆ         | 鳥井実       | 水天宮     | 長沢ヒロ   | 長沢ヒロ |
| 1999年12月16日 | 8cmCD | TEDA-10462 | 1  | 披露宴                   |              | 堀内孝雄   |            |          |
| 1999年12月16日 | 8cmCD | TEDA-10462 | 2  | おやじの祭り             |              | 津軽けんじ |            |          |

### アルバム
| 発売日         | 規格 | 規格品番   | タイトル                             |
| -------------- | ---- | ---------- | ------------------------------------ |
| 1985年6月21日  | LP   |            | 人はふれあい・おもいやり             |
| 1985年11月21日 | LP   | GM-193     | 秘湯の旅                             |
| 1985年12月16日 | LP   | GM-179     | 人生演歌「コップ酒」                 |
| 1997年6月21日  | CD   | TECE-28021 | 芦屋雁之助全曲集                     |
| 2000年2月23日  | CD   | TECE-30158 | 芦屋雁之助全曲集                     |
| 2004年8月1日   | CD   | TECE-1003  | 芦屋雁之助 定番ベスト                |
| 2008年3月10日  | CD   | TFC-667    | 芦屋雁之助                           |
| 2009年8月21日  | CD   | TECE-1043  | テイチク ミリオンシリーズ 芦屋雁之助 |
| 2011年4月6日   | CD   | TECE-1089  | ゴールデン☆ベスト 芦屋雁之助         |

### NHK紅白歌合戦出場歴
| 年度/放送回               | 回 | 曲目 | 出演順 | 対戦相手   |
| ------------------------- | -- | ---- | ------ | ---------- |
| 1984年（昭和59年）/第35回 | 初 | 娘よ | 14/20  | 石川さゆり |

注意点
- 出演順は「出演順/出場者数」で表す。

## 受賞
- 1979年 - 芸術祭賞 大賞（『おもろい女』）
- 1981年 - 第1回花王名人大賞 特別賞
- 1984年 - 第26回日本レコード大賞 特別賞（「娘よ」）
- 1984年 - 第22回ゴールデン・アロー賞 特別賞
- 1984年 - 全日本有線放送大賞 最優秀新人賞
- 1984年 - 第10回日本演歌大賞 特別賞
- 1984年 - 第17回日本有線大賞 大衆賞
- 1984年 - 第10回菊田一夫演劇賞 大賞
- 1989年 - 第9回花王名人大賞
- 1989年 - テレビジョンATP賞 特別賞
- 1999年 - 大阪市民表彰